# جوزيان بوست
جوزيان بوست (بالفرنسية: Josiane Bost)‏ مواليد 7 أبريل 1956 في فرنسا، هي دراج فرنسية سابقة.

## سجل النتائج

### سباقات أو مراحل فازت بها
- بطولة العالم لسباق الدراجات على الطريق

## الميداليات
| الميدالية | المسابقة                                    |
| --------- | ------------------------------------------- |
| ذهبية     | بطولة العالم لسباق الدراجات على الطريق 1977 |

## روابط خارجية
- جوزيان بوست على موقع أرشيف الدراجات (الإنجليزية)
- جوزيان بوست على موقع إحصائيات الدراجات الإحترافية (الإنجليزية)